# Ost-West-S-Bahn
| Die 1938 vorgesehene Trasse der Ost-West-S-Bahn mit den Überarbeitungen von 1965 |                      |                      |                      |
| Streckenlänge: | ca. 6,1 km           |                      |                      |
| Spurweite: | 1435 mm (Normalspur) |                      |                      |
| Stromsystem: | 750 V =              |                      |                      |
| |                      |                      |                      |
| \| \| \| von Yorckstraße \| \| \| \| \| Anhalter Bahnhof \| \| \| \| \| nach Potsdamer Platz \| \| \| \| \| Kochstraße \| \| \| \| \| Lindenstraße \| \| \| \| \| Moritzplatz \| \| \| \| \| Skalitzer Straße \| \| \| \| \| Görlitzer Bahnhof \| \| \| \| \| \| \| \| \| \| Landwehrkanal \| \| \| \| \| Ringbahn \| \| \| \| \| von Treptower Park \| \| \| \| \| nach Schöneweide \| \| |                      |                      |                      |
| Strecke (im Tunnel) |                      | von Yorckstraße      | von Yorckstraße      |
| S-Bahnhof (im Tunnel) |                      | Anhalter Bahnhof     | Anhalter Bahnhof     |
| Abzweig ehemals geradeaus und nach links (im Tunnel) |                      | nach Potsdamer Platz | nach Potsdamer Platz |
| S-Bahn-Halt (Strecke außer Betrieb) (im Tunnel) |                      | Kochstraße           | Kochstraße           |
| S-Bahn-Halt (Strecke außer Betrieb) (im Tunnel) |                      | Lindenstraße         | Lindenstraße         |
| S-Bahn-Halt (Strecke außer Betrieb) (im Tunnel) |                      | Moritzplatz          | Moritzplatz          |
| S-Bahn-Halt (Strecke außer Betrieb) (im Tunnel) |                      | Skalitzer Straße     | Skalitzer Straße     |
| S-Bahnhof (Strecke außer Betrieb) (im Tunnel) |                      | Görlitzer Bahnhof    | Görlitzer Bahnhof    |
| Tunnelende (Strecke außer Betrieb) |                      |                      |                      |
| Brücke über Wasserlauf (Strecke außer Betrieb) |                      | Landwehrkanal        | Landwehrkanal        |
| Kreuzung geradeaus unten (Strecke geradeaus außer Betrieb) |                      | Ringbahn             | Ringbahn             |
| Abzweig ehemals geradeaus und von links |                      | von Treptower Park   | von Treptower Park   |
| Strecke |                      | nach Schöneweide     | nach Schöneweide     |

Als Ost-West-S-Bahn wurde eine in den 1930er Jahren im Zuge der Germania-Planungen entworfene Bahnstrecke zwischen den heute nicht mehr existenten Berliner Kopfbahnhöfen Anhalter und Görlitzer Bahnhof bezeichnet. Die zweigleisige Tunnelbahn sollte ausschließlich dem S-Bahn-Verkehr dienen und in Verlängerung mit der Wannsee- beziehungsweise Görlitzer Bahn den Südwesten mit dem Südosten der Hauptstadt verbinden. Eine Realisierung des Vorhabens wurde nach Ende des Zweiten Weltkrieges auf West-Berliner Seite bis zum Jahr 1985 verfolgt.
Im Jahr 2020 wurde eine Variante nochmals unter dem Namen S6 vom Berliner Fahrgastverband beworben.

## Streckenbeschreibung der Planung von 1938

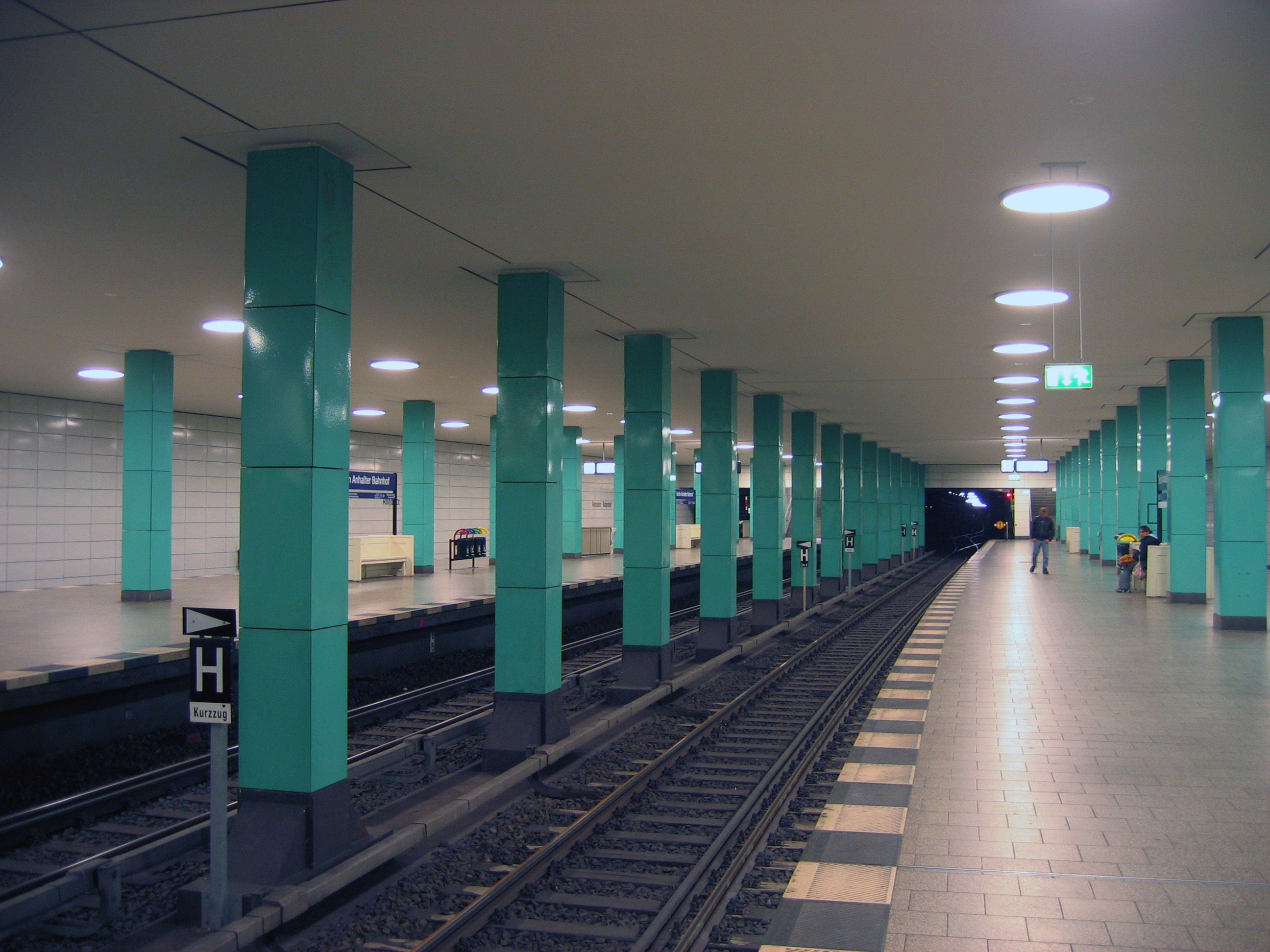
Die Strecke sollte am Anhalter Bahnhof die beiden äußeren Gleise nutzen

Die S-Bahn-Strecke sollte am Anhalter Bahnhof aus der Nord-Süd-S-Bahn ausfädeln und nach Unterquerung der Straßenkreuzung Stresemann-/Ecke Anhalter Straße, des Deutschlandhauses und des im Zweiten Weltkrieg zerstörten Prinz-Albrecht-Palais auf den Verlauf der Kochstraße schwenken. An der Friedrichstraße, hinter der die Kochstraße heute in die Rudi-Dutschke-Straße übergeht, war zum bestehenden U-Bahnhof Kochstraße der Linie C (heute: U6) eine Umsteigemöglichkeit vorgesehen. Eine weitere Station war an der Ecke Lindenstraße vorgesehen. Im weiteren Verlauf sollte die Bahn auf die Oranienstraße schwenken und am U-Bahnhof Moritzplatz, unterhalb des gleichnamigen Platzes, die Linie D (heute: U8) kreuzen. Der nächste Bahnhof war an der Ecke Skalitzer Straße vorgesehen und hätte eine Umstiegsmöglichkeit zum bestehenden U-Bahnhof Görlitzer Bahnhof der Linie B (heute: U1) hergestellt. Die Station sollte, um Verwechslungen mit der nachfolgenden Station zu vermeiden, Skalitzer Straße benannt werden. In Höhe der Glogauer Straße war ein Tunnelbahnhof Görlitzer Bahnhof vorgesehen. Der gleichnamige Kopfbahnhof sollte geschlossen werden. Beim Görlitzer Güterbahnhof sollte die Strecke ans Tageslicht kommen, den Landwehrkanal sogleich über- und die Ringbahn unterqueren. Im weiteren Verlauf sollte die insgesamt rund sechs Kilometer lange Strecke schließlich in die von der Ringbahn ausgefädelten bestehenden Vorortgleise der Görlitzer Bahn einmünden.

## Geschichte

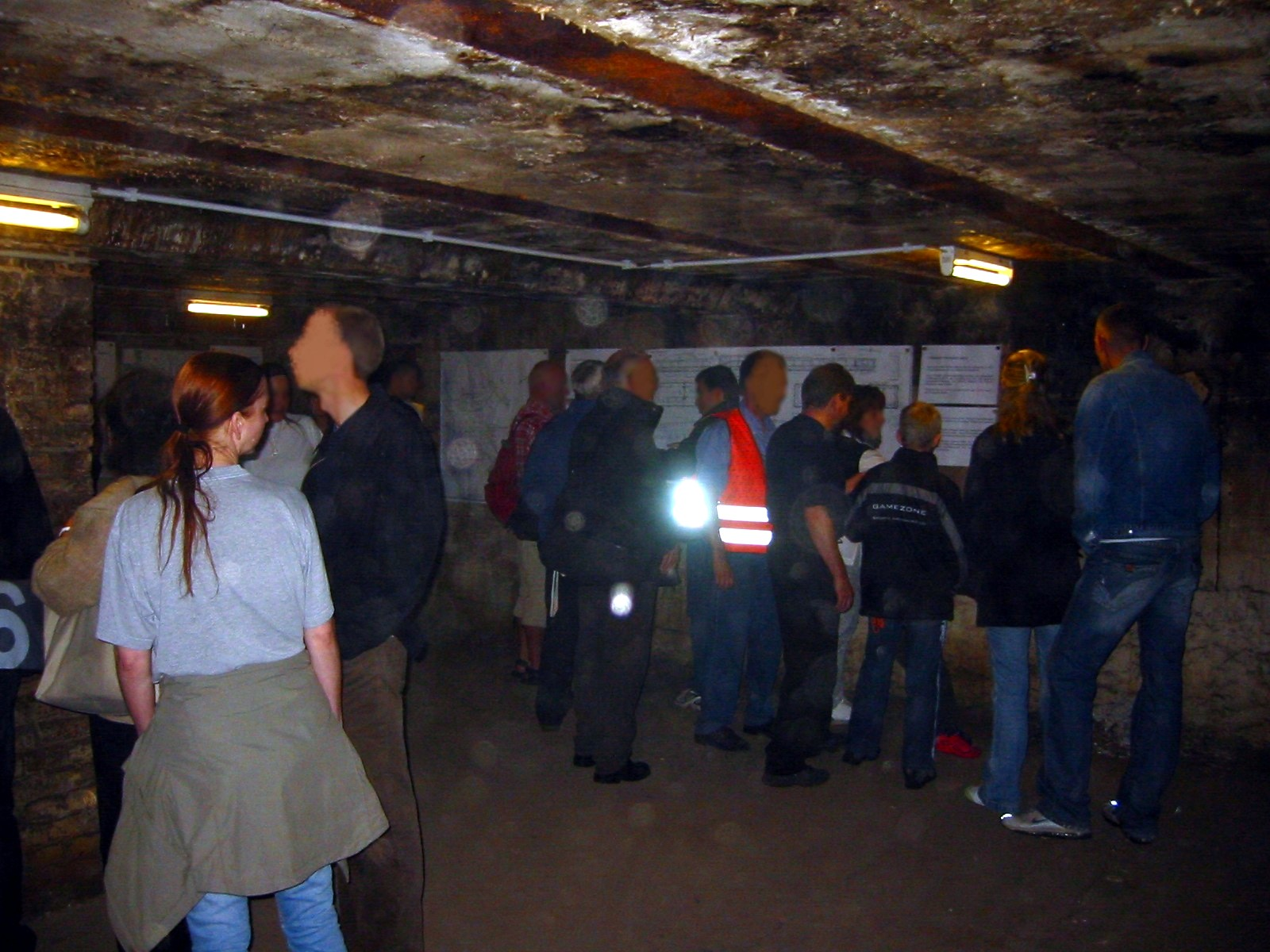
Die Bauvorleistung des Bahnhofs Moritzplatz diente ab 1940 als Luftschutzraum und kann heute besichtigt werden.

Erste Planungen für eine Tunnelbahn entlang der Oranienstraße und Görlitzer Bahn gab es bereits kurz nach Inbetriebnahme der ersten Berliner U-Bahnstrecken im Jahr 1902. Eine als Linie 5 geplante Verbindung sollte vom Landwehrkanal kommend unterhalb der Wiener Straße, also parallel zur Görlitzer Bahn, und weiter entlang der Oranienstraße bis Moritzplatz verlaufen. Anschließend war eine Trasse unterhalb der rechts abbiegenden Kommandantenstraße zum U-Bahnhof Hausvogteiplatz und weiter in Richtung Moabit vorgesehen. Für diese Strecke wurde beim Bau des U-Bahnhofs Moritzplatz unter dem Bahnsteig der U-Bahn-Linie U8 ein kurzer Rohbau als Vorleistung errichtet.
Eine Planungsänderung trat durch die Berufung Ernst Reuters zum Stadtrat für Verkehr im Oktober 1926 ein. Reuter überarbeitete die Nahverkehrs-Planungen und legte im Januar 1929 eine Denkschrift über das künftige Berliner Schnellbahnnetz vor. Diese Planungen sahen nun unter anderem eine unterirdische S-Bahn-Strecke vom Görlitzer Bahnhof über den Bahnhof Friedrichstraße zum Lehrter Bahnhof vor. Die Bauvorleistung am Moritzplatz wäre bei Realisierung dieser Pläne für die S-Bahn genutzt worden.
Bei den Planungen für die Umgestaltung der Bahnanlagen Berlins im Zuge der Germania-Planungen griff die Deutsche Reichsbahn die Pläne wieder auf. Hintergrund war die geplante Elektrifizierung der Görlitzer Bahn bis Königs Wusterhausen. Die Stadt- und Ringbahn sollten jedoch nicht dauerhaft mit den zusätzlichen Zügen belegt werden. Der westliche Endpunkt stand zunächst noch nicht fest. Die Stadt Berlin wünschte, dass die Strecke sowohl die Leipziger Straße als auch die Straße Unter den Linden nicht befahren sollte, da sie diesbezüglich eigene U-Bahn-Pläne verfolgte. In Gesprächen zwischen dem Berliner Oberbürgermeister Lippert und den Präsidenten der Reichsbahndirektion und Reichsbahnbaudirektion Berlin, Marx und Pückel, vom 28. Februar 1938 vereinbarten beide Seiten einen Kompromiss bezüglich der künftigen Gestaltung des S- und U-Bahn-Netzes. Die Ost-West-S-Bahn sollte von Süden kommend in die Bahnhöfe Potsdamer Platz oder Anhalter Bahnhof einfädeln. Im weiteren Verlauf sollten die Züge zum Nordring oder auf direktem Weg nach Tegel fahren. Die Stadt verzichtete ihrerseits auf den Bau von U-Bahnen in der Saarlandstraße (heute: Stresemannstraße) und einen U-Bahn-Bau nach Siemensstadt. Im Gegenzug durfte die Stadt eine U-Bahn-Linie durch die Nord-Süd-Achse führen. Für den Bau war ferner ein Umbau des U-Bahnhofs Potsdamer Platz der U-Bahn-Linie A (heute: U2) vorgesehen.
Auf Anordnung der Eisenbahnabteilung des Reichsverkehrsministeriums vom 2. April 1938 sollte die Strecke nun vom Norden her in den Anhalter Bahnhof eingeführt werden. Die Planänderungen hatten zur Folge, dass ein Teilstück des Tunnels am Anhalter Bahnhof wieder abgebrochen werden musste, um die niveaufreie Einfädelung der neuen Strecke zu ermöglichen. Ursprünglich sollte hinter dem Anhalter Bahnhof in Richtung Norden eine Kehranlage entstehen, weshalb die Station ähnlich dem Stettiner Bahnhof viergleisig angelegt wurde. Dies wurde korrigiert, die beiden inneren Gleise sollten nun der Nord-Süd-S-Bahn dienen, während die beiden äußeren Bahnsteigkanten von der neuen Ost-West-S-Bahn genutzt werden sollten. Dennoch sollte das äußere Gleis 4 vorläufig von der Nord-Süd-S-Bahn mit genutzt werden, wohingegen für das Gleis 1 keine Schienen verlegt wurden, obwohl eine Bahnsteigkante angelegt war. Nach der Übernahme der S-Bahn-Betriebsführung durch die BVG wurden im Gleis 1 Schienen verlegt. Die sich anschließende Überführung über die zweite Strecke hat zur Folge, dass das Gleis 1 nur stumpf von Süden befahren werden kann, was bei Bauarbeiten gelegentlich vorkommt. Der Richtungsbetrieb der Züge in Richtung Wannsee und Lichterfelde Ost konnte durch die Planänderungen erst südlich des Anhalter Bahnhofs aufgenommen werden. Die Zuggruppe K, die die Strecke nach Planungsstand von 1939 bedienen sollte, wäre nach Fertigstellung der Anlagen von Königs Wusterhausen aus kommend durch den Tunnel zum Anhalter Bahnhof und von dort aus weiter als Fern-S-Bahn beziehungsweise „Bankierzug“ nur mit Halt im geplanten Bahnhof Hornstraße bis nach Zehlendorf durchgefahren.
Weitere Bauvorleistungen wurden nicht geschaffen. Die Bauvorleistung im U-Bahnhof Moritzplatz wurde im Zweiten Weltkrieg als Luftschutzraum genutzt.

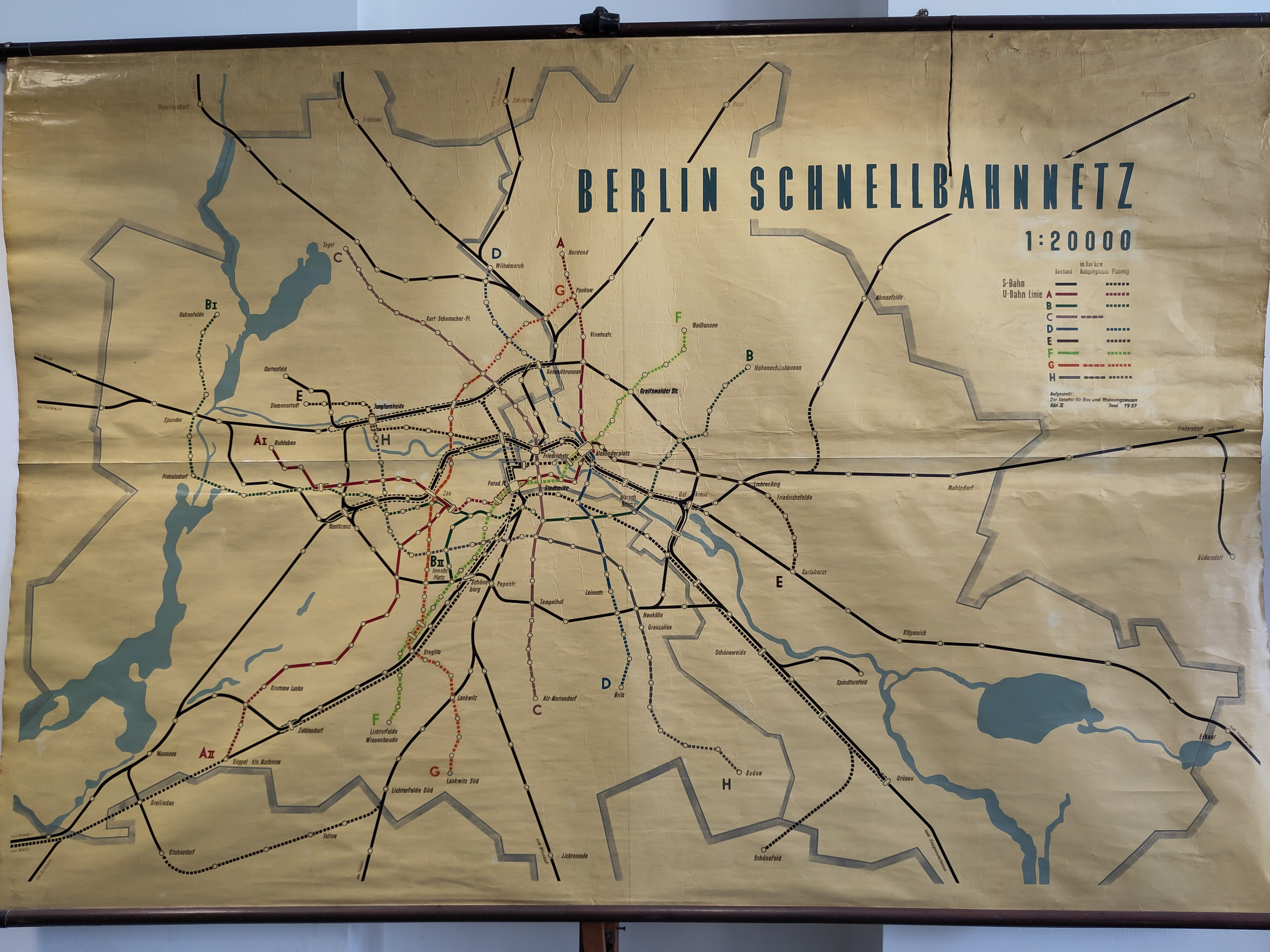
Berliner Schnellbahnnetz 1957
(mit Übergangsstation Stadtmitte)

Nach Kriegsende blieben die Pläne für die Tunnelstrecke in den Flächennutzungsplänen des West-Berliner Senats noch bestehen, sie wurden allerdings in den laufenden Jahren den aktuellen Gegebenheiten angepasst. So wurden die Stationen Skalitzer Straße und Görlitzer Bahnhof nach Schließung des Fernbahnhofs im Juni 1951 zu einer Station Görlitzer Bahnhof südlich der Kreuzung Skalitzer Straße zusammengefasst. Ebenso verschwand der geplante Bahnhof an der Kreuzung Lindenstraße. An der Kochstraße war neben dem Übergang zur U6 zeitweilig auch ein Übergang zur geplanten Linie U3 vorgesehen. Nachdem der Verlauf dieser Linie jedoch auf die parallel führende Leipziger Straße verschwenkt wurde, erübrigte sich dieses Vorhaben.
Das westliche Ende der Strecke sollte darüber hinaus um einen Stichtunnel zum Potsdamer Platz erweitert werden, so dass die Züge vom Görlitzer Bahnhof aus kommend sowohl auf die südlichen als auch auf die nördlichen Vorortstrecken hätten geleitet werden können.
Neu geplant war ab 1965 eine Station Lohmühlenstraße unmittelbar östlich des Landwehrkanals und somit auf Ost-Berliner Gebiet gelegen. Der Bau dieser Station hätte zur Folge gehabt, dass der eigentliche Tunnel etwa 500 Meter länger ausfallen und erst in Treptow ans Tageslicht kommen würde. Der S-Bahnhof Kiefholzstraße tauchte ebenfalls erst ab 1965 in den Flächennutzungsplänen auf. Eine auffallende Änderung war, dass bei Inbetriebnahme des Bahnhofs beziehungsweise der Strecke die Verbindungskurve zwischen den angrenzenden Bahnhöfen Treptower Park und Plänterwald, also die Gleisverbindung zwischen Ring- und Görlitzer Bahn, entfallen wäre.
Die Pläne des West-Berliner Senats hatten nie besondere Priorität, da sich vor allem nach dem Mauerbau im August 1961 und dem darauffolgenden S-Bahn-Boykott abzeichnete, dass die S-Bahn keine Zukunft haben würde. Nach dem Reichsbahnerstreik im September 1980 und der damit verbundenen Stilllegung fast aller West-Berliner S-Bahn-Strecken wurde die Tunnelstrecke de facto auf Eis gelegt; de jure erfolgte dies mit der Erstellung eines neuen Flächennutzungsplans im Jahre 1985.